# Colin Kazim-Richards
Colin Kazim Richards, även känd som Colin Kâzım eller Kâzım Kâzım i Turkiet, född 26 augusti 1986 i Leytonstone, London, är en engelskfödd fotbollsspelare. Internationellt spelar han för Turkiets herrlandslag då hans mor är turkcypriot. Hans far är antiguan.

## Tidigare liv
Kazim gick i Greenleaf Primary School i Walthamstow, där han utvecklade sitt intresse för fotboll, något som fortsatte i hans senare skola Aveling Park School.

## Karriär

### I England
Kazim började sin professionella karriär i Bury FC efter att ha gått med i klubben vid 15 års ålder och förbättrats genom klubbens ungdomslag. Han var kvar i Bury 2004-2005, och hans prestation gjorde att större lag fick upp ögonen för honom. Vid 19 års ålder skrev han på ett treårigt kontrakt med Brighton & Hove Albion FC, värt 250 000 pund. Där stannade han under perioden 2005-2006. Brighton & Hove Albion sålde honom sedan för 150 000 pund till Sheffield United den 31 augusti 2006.

### I Turkiet
15 juni 2007 skrev Kazim på ett fyraårigt kontrakt med den turkiska klubben Fenerbahçe. Efter en turbulent tid hos klubben och en kort sejour hos den franska klubben Toulouse skrev han på för ärkerivalen Galatasaray den 4 januari 2011. Han bär tröjnummer 80.

### Derby County
Den 15 oktober 2020 skrev Kazim-Richards på ett ettårskontrakt med Derby County. Han gjorde sitt första mål för Derby den 1 december 2020 i en 1–1-match mot Coventry City. Den 26 februari 2021 förlängde Kazim-Richards sitt kontrakt i klubben fram över säsongen 2021/2022.

### Fatih Karagümrük
Den 19 juli 2022 blev Kazim-Richards klar för en ny sejour i Turkiet då han skrev på för Fatih Karagümrük.